# كرايغ لودفيغ
كرايغ لودفيغ (بالإنجليزية: Craig Ludwig)‏ هو لاعب هوكي الجليد أمريكي، ولد في 15 مارس 1961 في رينلاندر في الولايات المتحدة.

## وصلات خارجية
- كرايغ لودفيغ على موقع دوري الهوكي الوطني (الإنجليزية)
- كرايغ لودفيغ على موقع قاعة مشاهير الهوكي (لاعب أن.إتش.أل) (الإنجليزية)
- كرايغ لودفيغ على موقع EliteProspects.com (الإنجليزية)
- كرايغ لودفيغ على موقع HockeyDB.com (الإنجليزية)
- كرايغ لودفيغ على موقع Hockey-Reference.com (الإنجليزية)